# Pedro Madueño
Pedro Madueño Palma (La Carlota, provincia de Córdoba, 1961) es un fotógrafo español. Redactor gráfico de La Vanguardia (1983-2015). Es nombrado Redactor-Jefe, Adjunto al Director de La Vanguardia con responsabilidad en el área de imagen del diario  (2015-2023). Presidente del jurado del Premio Godó de Fotoperiodismo de la Fundación Conde de Barcelona (1995-2011). Profesor asociado de la Escuela de Fotografía de la Fundación Politécnica de Cataluña (1996-1998) y de la Universidad Pompeu Fabra (1999-2002), imparte clases de postgrado de fotoperiodismo en la Universidad Autónoma de Barcelona (2008-2015). 
En 1991 fue testigo del fin de la Guerra Fría en la Base de la Fuerza Aérea Whiteman de bombarderos B-52 (Misuri) en EE. UU. En 1992 cubrió los JJ.OO de Barcelona para el diario La Vanguardia. Es el autor de la imagen oficial del príncipe Felipe de Borbón y Grecia (2002-2010) y también firma en 2010 la imagen oficial del presidente de la Generalidad de Cataluña, Artur Mas. Fotografió a Salvador Dalí durante los tres últimos años de la vida del pintor. 
Forma parte del Jurado del Premio Fotopres (2003), junto a Susan Meiselas, Javier Bauluz, Giovanna Calvenzi y Robert Pledge. Fotografía en el Palacio de la Moncloa para La Vanguardia, a los presidentes de gobierno Felipe González, José María Aznar, José Luis Rodríguez Zapatero, Mariano Rajoy y Pedro Sánchez. Y en el Palau de la Generalitat a los presidentes, Josep Tarradellas, Jordi Pujol, Pasqual Maragall, José Montilla, Artur Mas, Carles Puigdemont, Quim Torra y Pere Aragonès.
Comenzó su carrera como fotógrafo en 1977. Empezó a publicar a los dieciséis años en la revista Grama de Santa Coloma de Gramenet. Ha colaborado en Tele/eXprés, Mundo Diario, El Noticiero Universal, El Correo Catalán ,El Periódico de Catalunya y Diario de Barcelona. Es el creador de la denominada foto del consenso, que se ha convertido en una tradición en la prensa catalana. Desde el año 1984 al 2021, el día previo a cada jornada electoral Madueño y La Vanguardia han conseguido unir en un mismo escenario a los candidatos de todos los partidos, para una foto conjunta.

## Premios
- 1985 Primer premio Fotopres de la categoría Retratos. Fundación La Caixa.
- 1988 Primer premio Fotopres de la categoría Naturaleza. Fundación La Caixa.
- 1988 Segundo premio Fotopres de la categoría Retratos. Fundación La Caixa.
- 1990 Tercer premio Fotopres de la categoría Retratos. Fundación La Caixa.
- 1991 Tercer premio Fotopres de la categoría Retratos. Fundación La Caixa.
- 1991 Segundo premio Fotopres de la categoría Instantáneas. Fundación La Caixa.
- 1993 Primer premio Fotopres de la categoría Retratos. Fundación La Caixa.
- 1993 Primer premio Bienestar Social. Ayuntamiento de Barcelona.
- 1993 Laus de Oro de fotografía. ADG-FAD.
- 1994 Award of Excellence Society of Newspaper Design.
- 1996 Premio Godó de fotoperiodismo. Fundación Conde de Barcelona.
- 2011 Primer premio de fotografía Vila Casas. Obra "Ággelos". Fundación Vila Casas.

## Exposiciones
- 1994 Retratos Urbanos. Sala Arcs. Primavera Fotográfica. Barcelona.
- 1997 Cara a Cara. Can Sisteré. Santa Coloma de Gramenet. Barcelona.
- 2000 Exposición colectiva Historia de la fotografía en Cataluña. Museo Nacional de Arte de Cataluña. MNAC. Barcelona.
- 2000 Exposición colectiva Historia de la Fotografía en Cataluña. Museo Cívico Di Monza. Monza-Brianza. Italia.
- 2009 Participa en la exposición Monzó o com triomfar a la vida,  en el Centre d'Art Santa Mònica de Barcelona. Organizada por el Departamento de Cultura y Medios de Comunicación de la Generalidad de Cataluña y la Institución de las Letras Catalanas.
- 2012 Pedro Madueño. Retrats periodístics. 1977-2012". Exposición retrospectiva en CaixaForum-Barcelona. Comisario Julià Guillamon. Obra Social "la Caixa". Barcelona
- 2012 Pedro Madueño. Seqüències . Comissari Juan José Caballero. Museo Can Framis. Fundació Vila Casas. Barcelona.
- 2013 Exposición colectiva. Agua, aguas. Comisariada por Andrés Sánchez Robayna. Museo Agbar de les Aigües. Cornellà. Barcelona
- 2014 Exposición colectiva. " A cop d'ull ". Comisariada por Álex Brahim y Manuel Segade. Palacio de la Virreina. Barcelona.
- 2015 Exposición colectiva. “Aún no. Sobre la reinvención del documental y la crítica de la modernidad” Comisariado por Jorge Ribalta. Museo Nacional Centro de Arte Reina Sofía.
- 2015 Pedro Madueño. Retratos periodísticos. 1977-2015. Exposición en CaixaForum Palma de Mallorca- Comisariada por Julià Guillamon.
- 2015 Pedro Madueño. Retratos periodísticos. 1977-2015. Exposición en CaixaForum Madrid- Comisariada por Julià Guillamon.
- 2023 RETRACTUS. Retrats Paral.les. Català-Roca/Pedro Madueño. Exposición conjunta. La Galeria. Sant Cugat. Barcelona.
- 2024 "SAPIENS". InCadaqués Photo Festival. Retratos de Ferran Adrià. Cadaqués. Girona.

## Obra
- 2000 Martí i Pol - 1994. Colección Hubert de Wangen- Kowasa. Barcelona
- 2004  Henri Cartier-Bresson - 2003 .  Colección Hubert de Wangen- Kowasa. Barcelona
- 2010 Mano creadora - 2008. Antoni Tàpies. Fondo documental del Museo Nacional Centro de Arte Reina Sofía.
- 2010 José Tomás - 2009. Serie de seis fotos. Fondo de arte. Fundación Vila Casas.
- 2014 Aggelos - 2011. Fondo de arte. Fundación Vila Casas.
- 2014 Ocrus - 2014. Fondo de arte. Fundación Vila Casas.